# Incendies de végétation du Victoria de 2009
Les feux de végétation du Victoria de 2009 sont des incendies survenus durant la canicule australienne de février 2009 dans l'État de Victoria en Australie. L'essentiel des dégâts s'est produit autour de la date du 7 février 2009, jour aussi appelé « Samedi noir » (Black Saturday en anglais).
Les différents foyers d'incendies ont fait plus de 173 morts et des destructions importantes (365 000 hectares, 1 000 maisons) principalement dans la ville de Kinglake et ses environs : Marysville, Narbethong, Strathewen et Flowerdale,.
En particulier, le village de sports d'hiver de Marysville a été entièrement détruit, un seul bâtiment ayant survécu aux flammes.

## Vague de chaleur

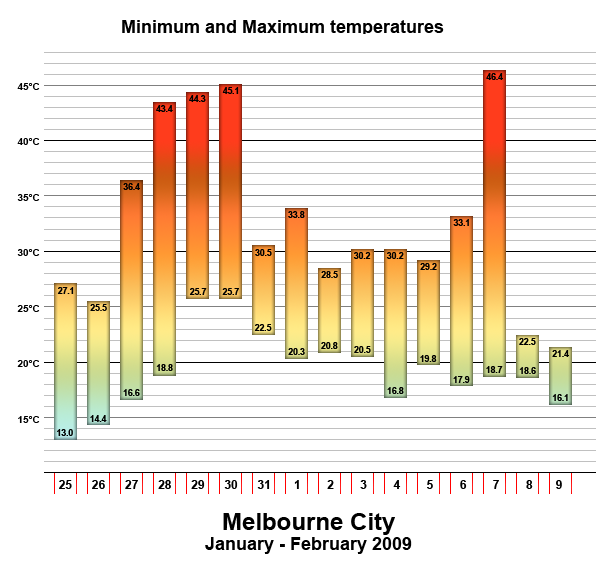
Histogramme des températures relevées à Melbourne durant le pic de la vague de chaleur.

L'incendie le plus meurtrier de l'histoire de l'Australie se produit lors d'une vague de chaleur exceptionnelle. Les feux se sont déclenchés le samedi 7 février 2009, date à laquelle plusieurs localités, dont la capitale de l'État Melbourne avec 46,4 °C, enregistraient leur plus forte température depuis 150 ans.
Ces incendies ont été décrits comme les pires qu'ait connus l'Australie, dépassant l'incendie du « vendredi noir » de 1939 (71 morts) et celui du « mercredi des Cendres » de 1983 (75 morts),,.

## Incendies criminels
Plusieurs incendies sont d'origine criminelle. Deux personnes ont été appréhendées et risquent d'être inculpées pour meurtre. Le premier ministre d'Australie-Méridionale, Mike Rann, parle de « terroristes » en évoquant les pyromanes, tandis que le Premier ministre d'Australie, Kevin Rudd, parle de « criminel de masse » (mass murderer).